# Ilya Leshukov
Ilya Sergeyevich Leshukov em russo: Илья Сергеевич Лешуков; (Ecaterimburgo, 27 de dezembro de 1995) é um jogador de vôlei de praia russo que conquistou a medalha de prata no Campeonato Mundial Sub-21 de 2014 no Chipre.

## Carreira
Ao lado de Aleksander Margiev conquistou a medalha de prata no Campeonato Europeu de Vôlei de Praia Sub-20 de 2014 sediado em Cesenatico, e repetiram o mesmo feito no Campeonato Mundial Sub-21 de 2014 realizado em Lárnaca.
Até 2017 competiu com Alexander Likholetov, iniciando ao lado de Vasilii Ivanov a edição do Circuito Mundial de Vôlei de Praia de 2018, dando continuidade com Konstantin Semenov com quem venceu o Aberto de Mersin na categoria tres estrelas e o terceiro lugar no Aberto de Ostrava na categoria quatro estrelas.E juntos terminaram na quarta posição no Campeonato Europeu de 2018 sediado em Haia.
No Circuito Mundial de 2019 permaneceu atuando com Konstantin Semenov e conquistaram o título do Aberto de Yangzhou e o terceiro lugar no Aberto de Haia, categoria quatro estrelas.

## Títulos e resultados
- Torneio 4* do Aberto de Yangzhou do Circuito Mundial de Vôlei de Praia:2019
- Torneio 3* do Aberto de Mersin do Circuito Mundial de Vôlei de Praia:2018
- Torneio 4* do Aberto de Haia do Circuito Mundial de Vôlei de Praia:2019
- Torneio 4* do Aberto de Ostrava do Circuito Mundial de Vôlei de Praia:2018
- Aberto de Haia do Campeonato Europeu de Vôlei de Praia:2018